# Чунсинь
Чунси́нь (кит. упр. 崇信, пиньинь Chóngxìn) — уезд городского округа Пинлян провинции Ганьсу (КНР).

## История
Во времена империи Суй эти земли входили в состав уездов Иньпань (阴盘县) и Лянъюань (良原县). При империи Тан в этих местах был образован Чунсиньский военный округ (崇信军). При империи Сун в 963 году военный округ был преобразован в уезд Чунсинь.
В 1949 году был создан Подрайон Пинлян (平凉分区), и уезд вошёл в его состав. В апреле 1951 года Подрайон Пинлян был переименован в Район Пинлян (平凉区). В 1955 году Район Пинлян был переименован в Специальный район Пинлян (平凉专区). В апреле 1958 года уезд Чунсинь был присоединён к уезду Хуатин. В декабре 1958 года уезд Хуатин был расформирован, и земли бывшего уезда Чунсинь перешли в состав уезда Цзинчуань.
В декабре 1961 году уезд Чунсинь был создан вновь. В октябре 1969 года Специальный район Пинлян был переименован в Округ Пинлян (平凉地区).
2 июня 2002 года постановлением Госсовета КНР округ Пинлян был преобразован в городской округ Пинлян.

## Административное деление
Уезд делится на 3 посёлка и 3 волости.